# جامع النور الكبير (العراق)
جامع النور الكبير وهو من مساجد كركوك الكبيرة ويقع في طريق بغداد - كركوك في العراق، حيث تبلغ مساحته الكلية حوالي دونم واحد أي 2500م2 ومساحة الحرم 1000م2 ويستوعب المسجد لحوالي 1500 مصلِيّ، ويحتوي الجامع على أربع منارات مثمنة الأضلاع، ويبلغ أرتفاعها 40م، ويبلغ قطرها 3م، وهي مبنية من الطابوق، وكذلك يحتوي على خمس قباب دائرية، منها قبة في الوسط كبيرة، يبلغ قطرها حوالي 30م، والقباب الأربع الأخرى صغيرة يبلغ قطرها حوالي 15م، ويبلغ أرتفاعها عن الأرض 25م تقريباً، وبنيت من الطابوق أيضاً. وتقام في الجامع صلاة الجمعة وصلاة العيدين والصلوات الخمس، ويشغل عمل إمام وخطيب الجامع الشيخ المقرئ أحمد خورشيد رؤوف.